# Нахт, Максимилиан
Максимилиан Нахт (англ. Maximilian Nacht, 15 сентября 1881, Бучач — 18 апреля 1973, Нью-Йорк) — философ-анархист еврейского происхождения. Автор теории «скептического анархизма».
Родился в немецкоязычной семье сторонников еврейского движения просвещения «Хаскала». Поддерживал крестьянские выступления в Галичине в 1902 году. В 1904 из-за преследования властью уехал в Цюрих, где в течение 1903—1907 лет издавал газету «Сигнал». Под влиянием анархиста Вацлава Махайського стал сторонником этого течения. Эмигрировал в США в 1913 году, под псевдонимом Макс Номад писал просоветские статьи. Затем получал гранты от Фонда Гуггенхайма.

## Труды
- Die revolutionäre Bewegung in Rußland. Neues Leben, Berlin 1902
- Arnold Roller (Siegfried Nacht), Max Nacht (eds,.): Rebellen-Lieder 1906
- Rebels and Renegades. New York 1932. 430 pp.
- Apostles of Revolution. Little, Brown & Co., Boston 1939. 467 pp.
- A Skeptic’s Political Dictionary and Handbook for the Disenchanted. New York 1953. 171 pp.
- Aspects of Revolt. New York [1959]. 311 pp.
- Political Heretics from Plato to Mao Tse-Tung. Ann Arbor 1963
- Dreamers, Dynamiters and Demagogues: Reminiscences. New York [1964]. 251 pp.
- The Anarchist Tradition and Other Essays. 1967. 398 pp.